# Prins Maurits en de burgers van Den Haag

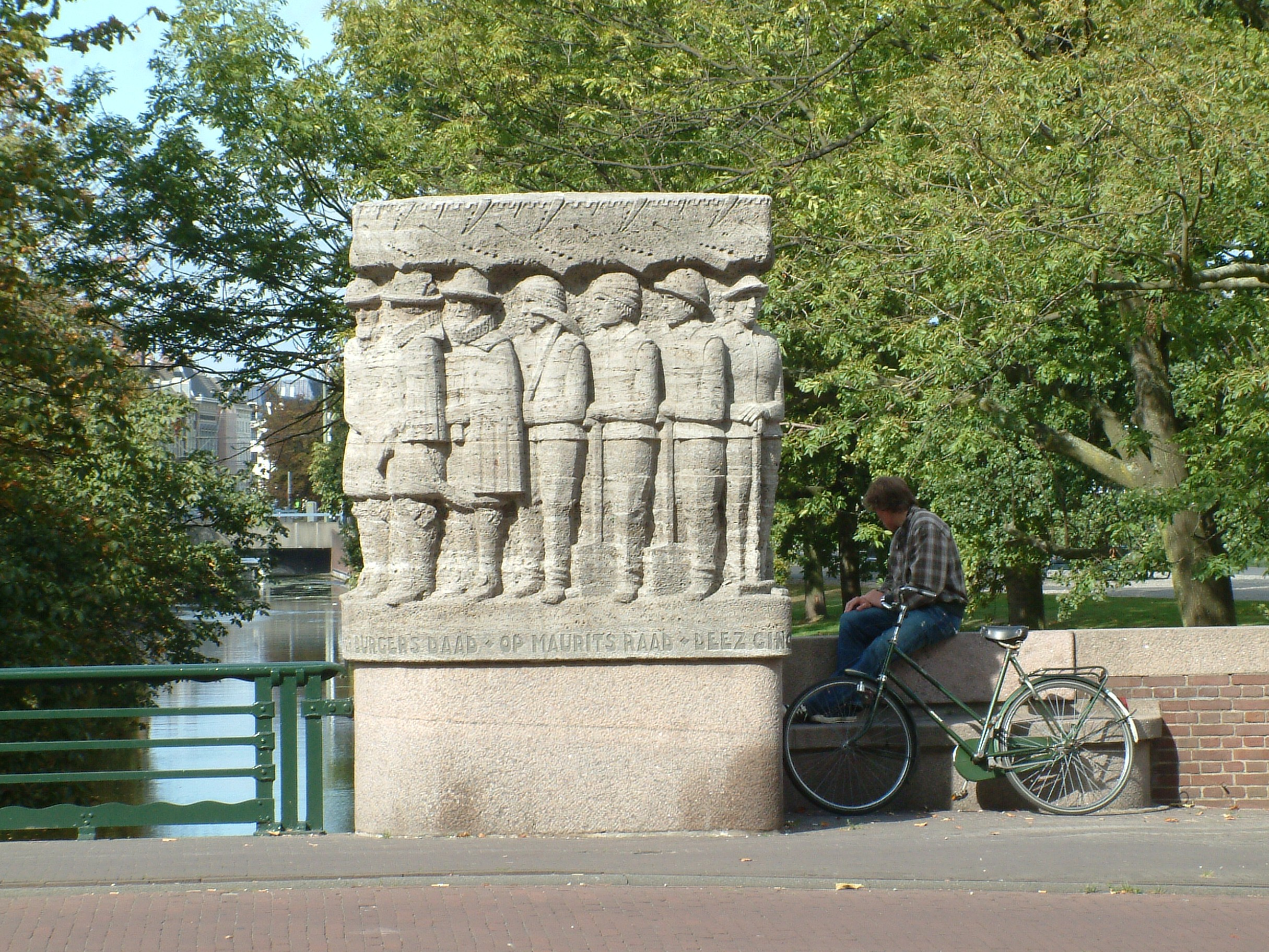
Prins Maurits en de burgers van Den Haag

Prins Maurits en de burgers van Den Haag is een monument ter ere van prins Maurits dat zich bevindt op de Heerenbrug in Den Haag. Het monument herinnert aan het feit dat tussen 1613 en 1619 de burgers van Den Haag op last van Maurits een singel om de plaats hadden gegraven die diende ter verdediging van de stad. Maurits had eerder het stadsbestuur middelen gegeven om een stadswal te bouwen, maar het bestuur van Den Haag had daarvan een nieuw stadhuis laten bouwen aan de Dagelijkse Groenmarkt. Later vestigde Maurits zich in Den Haag. Hij kreeg geen toestemming van de Staten van Holland om de stad te ommuren, wel om een brede verdedigingssingel aan te leggen.
Het monument werd geplaatst in 1932 en is van de hand van de beeldhouwer Joop van Lunteren. Op de sokkel van de beeldengroep is de tekst te lezen Door Burgers Daad, op Maurits Raad deez Cingel Ontstaat.